# الکسا هن
الکسا هن (انگلیسی: Alexa Hunn؛ زادهٔ) بازیکن سابق فوتبال است. هان برای چارلتون اتلتیک بازی کرد.
وی همچنین در تیم ملی فوتبال زنان انگلستان بازی کرده است.